# Nihoa karawari
Nihoa karawari là một loài nhện trong họ Barychelidae. Loài này phân bố ờ New Guinea.